# Mindaugas Puidokas
Mindaugas Puidokas (ur. 19 marca 1979 w Kownie) – litewski polityk, politolog i nauczyciel akademicki, poseł na Sejm Republiki Litewskiej.

## Życiorys
W 2002 uzyskał licencjat z politologii na Uniwersytecie Witolda Wielkiego, a w 2004 magisterium w tej samej dziedzinie na Uniwersytecie Wileńskim. W 2009 doktoryzował się z nauk społecznych na Uniwersytecie Technicznym w Kownie.
W latach 1995–1999 pracował jako dziennikarz gazety „Kauno diena”. Od 2001 do 2002 był koordynatorem projektu w przedsiębiorstwie Socius Sanus. Następnie przez rok pracował jako wydawca w telewizji LNK. Od 2004 do 2016 był nauczycielem akademickim na Uniwersytecie Technicznym w Kownie, od 2013 na stanowisku docenta. W latach 2009–2013 pełnił funkcję dyrektora handlowego w spółce prawa handlowego Natura Munda.
W wyborach parlamentarnych w 2016 z ramienia Litewskiego Związku Rolników i Zielonych uzyskał mandat posła na Sejm. Opuścił w trakcie kadencji frakcję swojej partii. W 2019 kandydował w wyborach prezydenckich; otrzymał 2,6% głosów w I turze głosowania, zajmując 7. miejsce wśród 9 kandydatów. W tym samym roku wstąpił do Partii Pracy. W 2020 z powodzeniem ubiegał się o poselską reelekcję.
W marcu 2022, po kontrowersyjnych wypowiedziach dotyczących inwazji Rosji na Ukrainę, odszedł z Partii Pracy.